# Gare de Margival
Gare de Margival vasútállomás Franciaországban, Margival településen.

## Vasútvonalak
Az állomást az alábbi vasútvonalak érintik:
- La Plain-Hirson-vasútvonal

## Kapcsolódó állomások
A vasútállomáshoz az alábbi állomások vannak a legközelebb:
- Gare de Crouy
- Gare de Vauxaillon